# Livovská jelšina
Livovská jelšina este o arie protejată (arie specială de conservare — SAC, sit de importanță comunitară — SCI) din Slovacia întinsă pe o suprafață de 31,88 ha, integral pe uscat.

## Localizare
Centrul sitului Livovská jelšina este situat la coordonatele 49°16′17″N 21°05′33″E / 49.271513°N 21.092399°E.

## Înființare
Situl Livovská jelšina a fost declarat sit de importanță comunitară în septembrie 2015 pentru a proteja 2 specii de animale. Situl a fost protejat și ca arie specială de conservare în octombrie 2017.

## Biodiversitate
Situată în ecoregiunea alpină, aria protejată conține 2 habitate naturale: Păduri aluvionare cu Alnus glutinosa și Fraxinus excelsior (Alno-Padion, Alnion incanae, Salicion albae), Fânețe de joasă altitudine (Alopecurus pratensis, Sanguisorba officinalis).
La baza desemnării sitului se află mai multe specii protejate de  pești (2): Barbus meridionalis, hadină (Eudontomyzon danfordi).